# 格雷格·安東納奇
格雷格·安東納奇（英語：Greg Antonacci，全名，1947年2月2日—2017年9月20日）是一名美國電視劇演員、導演、監製和編劇。他最知名的演出是在《酒私風雲》（2010年–2014年）每季中飾演強尼·托里奧，以及在《黑道家族》（2006年–2007年）中飾演Phil Leotardo的得力助手Butch DeConcini。

## 生涯
安東納奇在紐約曼克頓的地獄廚房出生。作為導演、監製和編劇，他參與過多部電視劇，如《Busting Loose》、《Brothers》、《The Tortellis》、《活宝兄弟》、《The Royal Family》、《The John Larroquette Show》、《赫曼的大脑》、《It's a Living》、《Soap》及其他劇集。

## 個人生活和逝世
1978年，安東納奇與女演員安妮·帕茲結緍，他們在1980年離婚。1981年，他與女演員Lynda Costanzo結緍，他們有一名小孩。2017年9月，他在紐約州的馬薩皮誇去世，享年70歲。他的死亡正好發生在《黑道家族》中扮演Butch DeConcini的老大Phil Leotardo的演員法蘭克·文森特去世後一周。

## 外部連結
- Greg Antonacci在互联网电影资料库（IMDb）上的資料（英文）
- YouTube上的Greg Antonacci aka Johnny Torrio in HBO's 'Boardwalk Empire' at the NYC premiere 09/15/10